# Карл Сальватор
Карл Сальватор (нім. Karl Salvator Maria Joseph Johann Baptist Philipp Jakob Januarius Ludwig von Österreich–Toscana; 30 квітня 1839, Флоренція — 18 січня 1892, Відень) — ерцгерцог Австрії, принц Тоскани, фельдмаршал–лейтенант Збройних сил Австро–Угорщини, зброяр, конструктор і винахідник.

## Життєпис

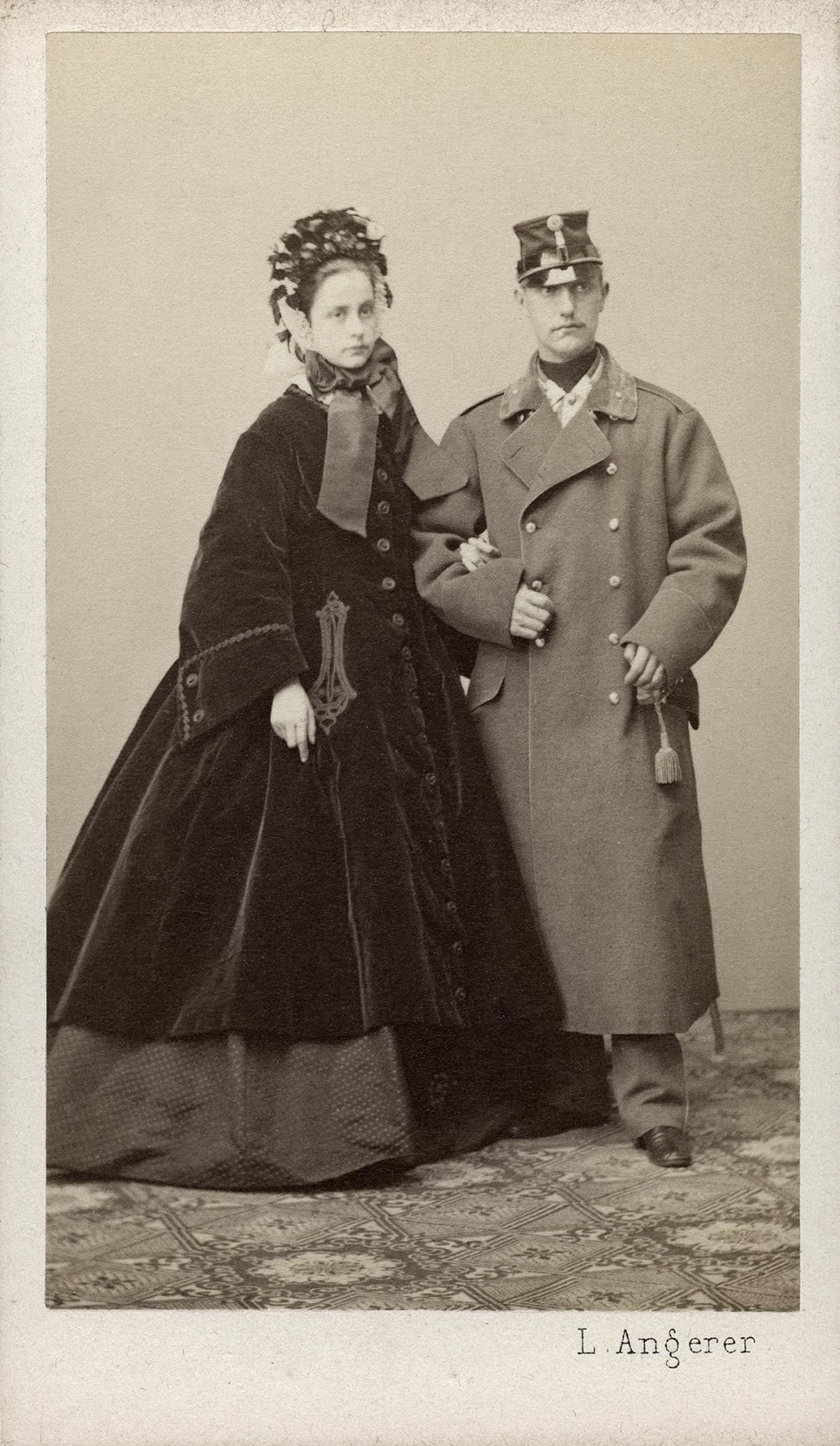
Карл Сальватор з дружиною Марією Іммакулатою,1850 р.

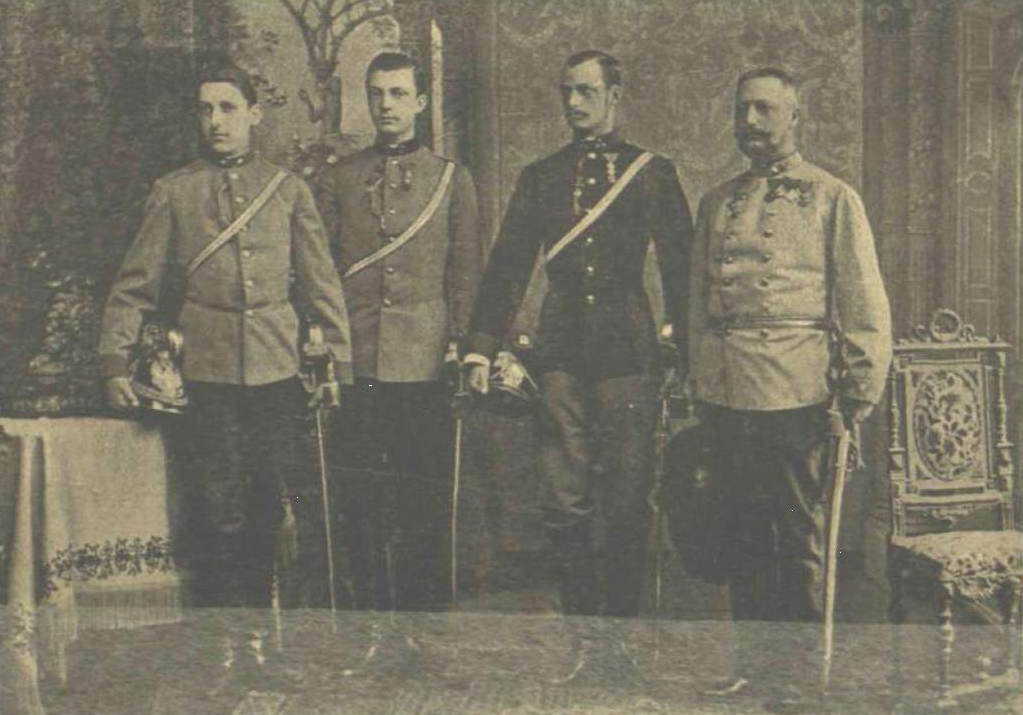
Ерцгерцог Карл Сальватор, з трьома синами (Леопольд, Франц, Альбрехт).

Карл Сальватор народився 30 квітня 1839 року у Флоренції, був другим сином великого герцога Тосканського Леопольда II та його другої дружини, великої герцогині Марії Антонієтти Тосканської, доньки короля Обох Сицилій Франциска I. Також Карл був правнуком імператора Леопольда II.
19 вересня 1861 року в Римі Карл Сальватор одружився зі своєю двоюрідною сестрою Марією Іммакулатою Бурбон–Сицилійською, ерцгерцогинею і принцесою Австрійською, принцесою Угорщини, Богемії і Тоскани. У шлюбі в них народилося 10 дітей: Марія Терезія, Леопольд Сальватор, Франц Сальватор (одружився з молодшою донькою імператора Франца Йосифа та Єлизавети, ерцгерцогинею Марією Валерією; він також став автором великого скандалу, у нього був роман із принцесою Стефані цу Гогенлое–Вальденбург–Шиллінгсфюрст, відомою також як «шпигунка Гітлера», і від неї він мав позашлюбного сина Франца Йосифа цу Гогенлое–Шиллінгсфюрста), Кароліна Марія, Альберт Сальватор, Марія Антонія, Марія Іммакулата, Райнер Сальватор, Генрієтта, Фердинанд Сальватор.
Ерцгерцог Карл Сальватор помер від грипу у Відні 18 січня 1892 року у віці 52 років і був похований у Імператорському склепі.

#### Військова кар'єра
Ще в юності Карл Сальватор присвятив себе вивченню військової справи. У віці 10 років отримав військове звання ротмістра 6–го Галицького уланського полку австрійської армії. У 1857 році отримав звання майора. Спочатку він служив інспектором австрійської артилерії. Після початку Австро–італо–французької війни в квітні 1859 року ерцгерцог із сім'єю залишив Флоренцію і переїхав до Ломбардії, щоб об'єднатися з австрійською армією. Отримавше чергове звання майора Карл брав участь в бойових діях. В 1859 році отримав звання підполковника. Наступного року, тоді коли Тоскана була втрачена через битву при Сольферіно, він стає полковником та почесним шефом 77–го Галицького піхотного полку, який отримує його назву.
В 1876 р. отримує звання генерал–майора, а в 1886 році — фельдмаршал–лейтенанта. Після цього Карл Сальватор більше не міг служити у війську через ревматичну проблему стопи, яка заважала йому ходити.

##### Конструктор і винахідник

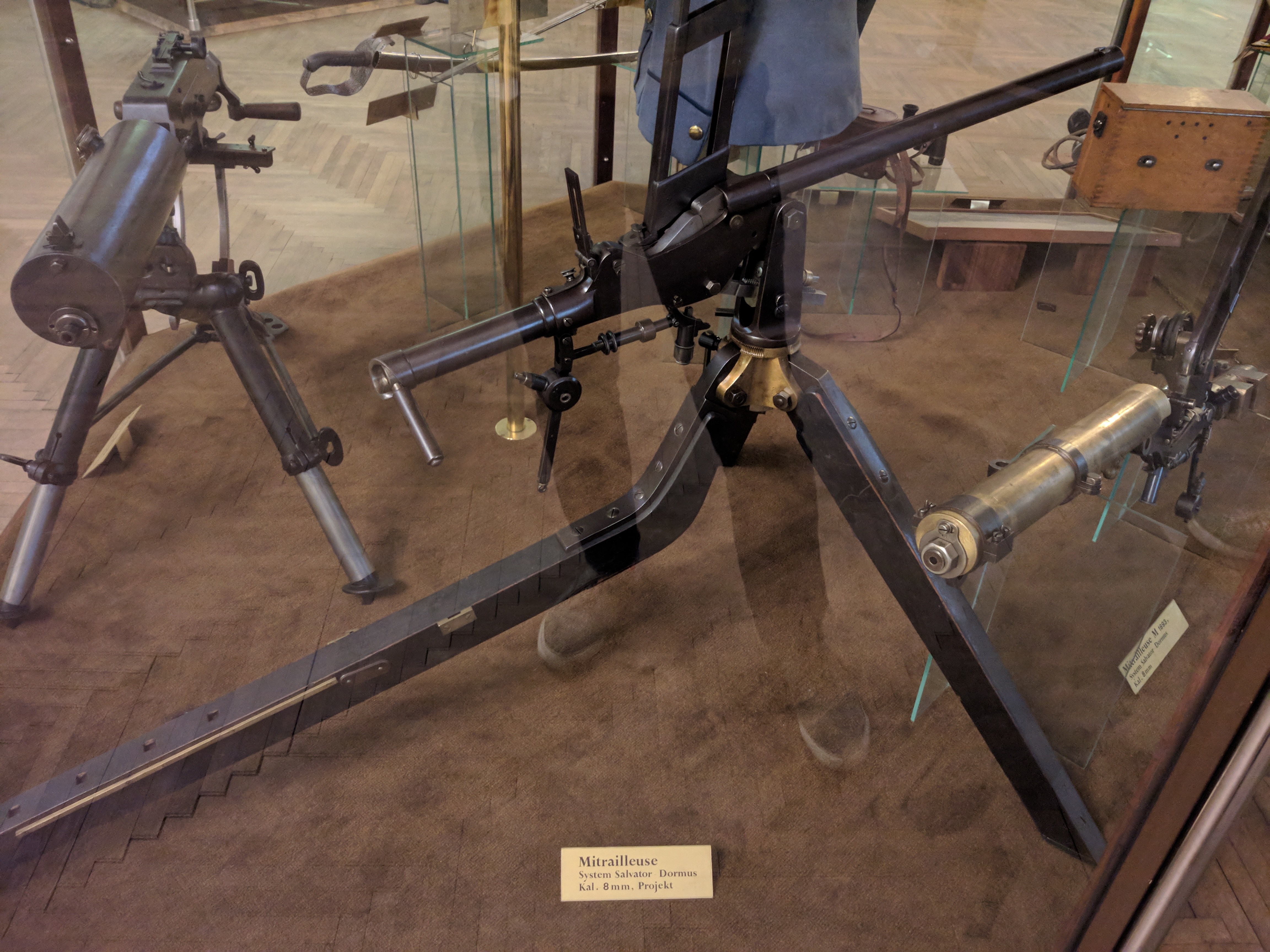
Mitrailleuse М1893

Карл Сальватор цікавився багатьма технічними дисциплінами. Відповідно до габсбурзької традиції, він був пристрасним мисливцем і мав велику колекцію зброї. Він також мав справу з конструюванням цільової та багаторазової зброї, наприклад, багаторазової рушниці для полювання. Лише відносно пізно він звернувся до розробки військової зброї, чим продовжував займатися до самої смерті. Він зустрів Георга Ріттера фон Дормуса як учителя свого сина Леопольда Сальватора, який навчався у Військово-технічній академії у Відні. Розробляючи зброю, яка завжди виконувалася у співпраці з Дормусом, ерцгерцог іноді визнавав, що створена ним зброя була надто складною для військового використання.

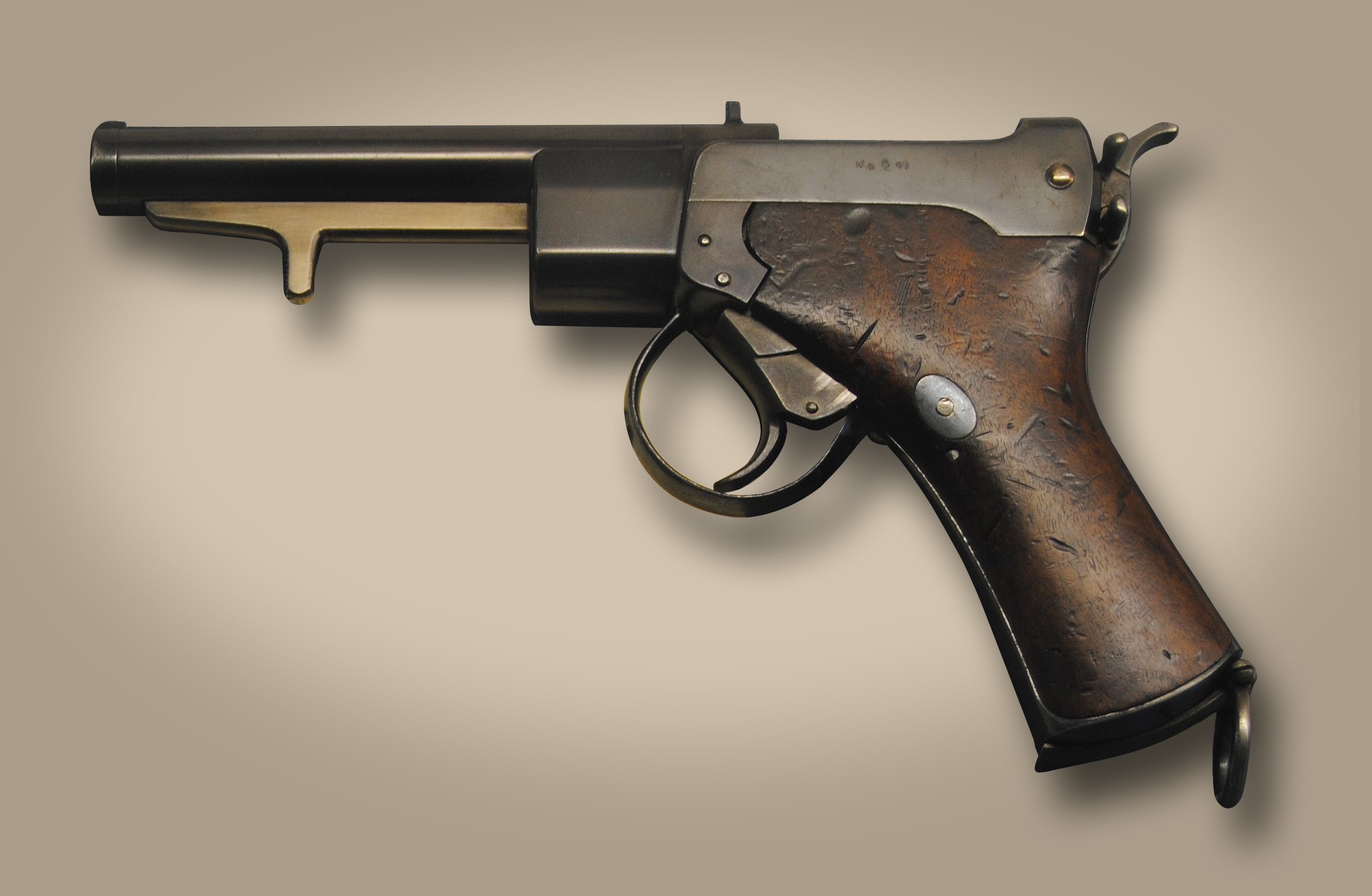
Salvator Dormus Semiautomatic Pistol 1896/1897

Ерцгерцог був особливо зацікавлений у швидкому розвитку зброї в другій половині 19–го століття, зокрема у створенні вогнепальної зброї. Його ґрунтовні знання з математики були перевагою. Так, разом з капітаном Георгом Ріттером фон Дормусом вони сконструювали важкий кулемет Mitrailleuse М1893 (також відомий під назвами: Salvator–Dormus M1893 або Skoda M1893, М1893). Кулемет був укомплектований патронами 8×50 mm R Mannlicher, які поступали з підвісного магазина та мали водяне охолодження за допомогою мастильного пристрою. У спусковому механізмі також було маятникове регулювання, яке дозволяло стрільцю вибирати циклічну скорострільність від 180 до 250 пострілів на хвилину. Після кількох модифікацій Дормусом кулемет був представлений в 1888 році Військовому міністерству Австро–Угорщини. Віддтоді зброя, відома під короткою назвою «Сальватор/Дормус» (нім. «Salvator/Dormus»), ввійшла в систему озброєння Збройних сил Австро–Угорщини.
Патент на системи «Сальватор/Дормус» (нім. «Salvator/Dormus») був придбаний компанією Škoda, яка почала виготовляти дану зброю в Пльзені.
Іншим проєктом, створеним у співпраці з Дормусом, була «система повторюваних пістолетів Карла Сальватора та Георга Ріттера фон Дормус» або просто «повторний пістолет Дормус». Карл Сальватор і Георг Дормус розпочали розробку самозарядного пістолета імовірно ще в 1890 році. Перший патент Zl. 42/2086 на конструкцію пістолета вони отримали 11 липня 1891 року. У патенті описувалося пристрій саме самозарядного пістолета, але було зазначено, що подібна конструкція може застосовуватися і для гвинтівки. Це одна з перших, а можливо і найперша система самозарядного пістолета. Через кілька місяців, 21 листопада 1891 року, вони зареєстрували новий патент Zl. 42/2204. Розуміючи, що їхній пістолет має безліч недоліків, Георг фон Дормус і Карл Сальватор працюють над покращенням конструкції. Новим став метод заряджання зброї. Затвор у крайньому задньому положенні міг бути зафіксований при натисканні на гачок. Це дозволяло, прибравши складний механізм повороту рукоятки, заряджати магазин пістолета пачкою патронів зверху, при відкритому затворі, через завантажувальне вікно рамки. Ці ранні варіанти пістолетів Сальватора–Дормуса дослідники називають Salvator–Dormus Model 1891–I та Salvator Dormus Model 1891–II, хоча вони, ймовірно, існували лише у вигляді креслень. Після смерті Карла Сальватора роботу над пістолетом Дормус продовижив самостійно. Вважається, що перший діючий прототип пістолета Сальватора–Дормуса з'явився в 1892 році і називають його Salvator–Dormus Model 1892.
Пістолет Сальватора–Дормуса вважається першим в світі самозарядним пістолетом. Проте, прийомна комісія армії Австро–Угорщини відмовилася від нього. У висновку комісії від 20 жовтня 1897 року вказувалося, що в ході випробовувань пістолета виявлено низку недоліків. При стрільбі виникали збої в роботі автоматики. Іноді після першого пострілу пачка з патронами самовільно викидалася вгору з магазина. Викид гільз відбувався нерегулярно і хаотично. При довгій стрільбі викинали поломки деяких деталей зброї.